# Xylotrechus gahani
Xylotrechus gahani là một loài bọ cánh cứng trong họ Cerambycidae.